# Louis Harant
Louis Harant   (Baltimore, 20 de novembre de 1895 - Vero Beach, 2 de juliol de 1986) va ser un tirador estatunidenc que va competir a començaments del segle xx.
El 1920 va prendre part en els Jocs Olímpics d'Anvers, on disputà dues proves del programa de tir. Guanyà la medalla d'or en la prova de pistola militar, 30 metres per equips, mentre es desconeix la posició exacta en què finalitzà la prova de pistola militar, 30 metres.